# Valentin Feurstein
Valentin Feurstein (Bregenz, 1º gennaio 1885 – Innsbruck, 8 giugno 1970) è stato un generale austriaco.

## Biografia
Feurstein prestò servizio nell'esercito austriaco a partire dal 1907 ma fu personaggio di rilievo solo a partire dagli anni '30. Egli divenne in quel periodo comandante della 3ª divisione (di stanza a St. Pölten). Dopo l'Anschluss e l'incorporazione dell'esercito austriaco in quello tedesco nazista, Feurstein divenne generale della Wehrmacht.
Egli comandò la 2ª divisione alpina tedesca nella campagna di Polonia e durante la Campagna di Norvegia. Nel 1941 venne promosso Generale delle truppe montane e prestò servizio anche sul fronte italiano nel 1943. Nel 1945 divenne comandante militare della città di Bregenz, sua città natale, che ad ogni modo era in una zona esclusa dai combattimenti.
Dopo la guerra si ritirò dalla carriera militare e morì a Innsbruck l'8 giugno 1970.